# سيتسوفس
سيتسوفس (بالإنجليزية: Sečovce)‏ هي بلدة و municipality of Slovakia تقع في سلوفاكيا في Trebišov District.[بحاجة لمصدر] يقدر عدد سكانها بـ 7,945 نسمة .

## أعلام
- أدولف شفارتز
- إيمري روث